# Кањо (Козенца)
Кањо је насеље у Италији у округу Козенца, региону Калабрија.
Према процени из 2011. у насељу је живело 3 становника. Насеље се налази на надморској висини од 1369 м.